# Scurtă istorie a timpului
Scurtă istorie a timpului: De la Big Bang la găurile negre (în engleză A Brief History of Time: From the Big Bang to Black Holes) este o carte cu conținut științific, scrisă de fizicianul britanic Stephen Hawking, și publicată de Bantam Dell Publishing Group în 1988. A devenit un best-seller, vânzându-se în peste zece milioane de exemplare. Timp de patru ani a fost pe lista de best-sellere a publicației Sunday Times. Aceasta încearcă să explice fenomene precum Big Bangul sau găurile negre.

## Cuprins
1. Imaginea noastră despre univers
2. Spațiul și timpul
3. Universul în expansiune
4. Principiul de incertitudine
5. Particulele elementare și forțele naturii
6. Găurile negre
7. Găurile negre nu sunt așa de negre
8. Originea și soarta universului
9. Sensul timpului
10. Unificarea fizicii
11. Concluzii